# Balthasar de Monconys

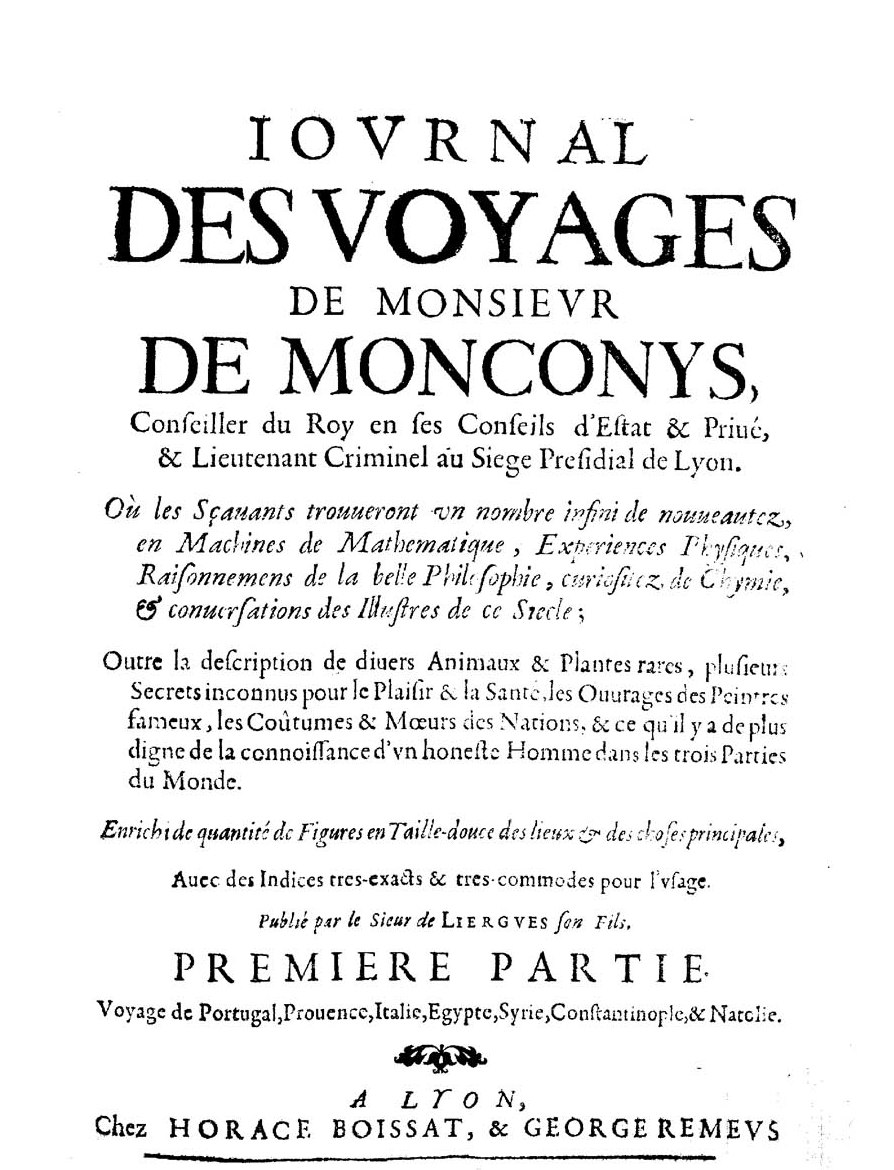
Journal des voyages. Voyage de Portugal, Provence, Italie, Egypte, Syrie, Constantinople et Natolie, 1665

Balthasar de Monconys né le 1er mars 1608 à Lyon et mort le 28 avril 1665 dans la même ville est un magistrat et diplomate français. Curieux de science, il voulait remonter aux sources des enseignements de Pythagore, de Zoroastre et des alchimistes grecs et arabes. Ses carnets de voyages constituent un témoignage précieux pour la révolution scientifique du XVIIe siècle.

## Biographie
Balthazar de Monconys est le fils de Pierre de Monconys et de Catherine Sève qui vivent dans un hôtel rue du Bœuf à Lyon.
Il est élève au collège des jésuites et fait des études de lettres et de philosophie, puis des études de droit. La peste s'étant déclare à Lyon en 1628, il quitte la ville et rejoint l'Université de Salamanque.
À son retour à Lyon il est nommé conseiller au présidial de Lyon. Il épouse Elisabeth Blauf avec qui il a deux fils (l'un meurt jeune en 1640), et une fille. 
Après la mort de sa femme, il se consacre aux mathématiques et aux sciences de la nature, et décide de voyager : les premiers mois de 1645, il visite l'Italie, l'Égypte, la Palestine, la Syrie et Constantinople. À Florence, il rencontre Torricelli ; à Paris Blaise Pascal et à Leyde, Vossius, qui lui présente son microscope. Il est de retour en 1649. Le duc de Luynes le charge d'une mission auprès du Saint-Siège dont il s'acquitte. 
Le duc, reconnaissant, le prie d'accompagner son fils (le duc de Chevreuse), dans les pays étrangers. C'est ainsi qu'ils sont, à partir de 1664, en Angleterre, aux Provinces-Unies, en Allemagne, à Milan, en Savoie. Il succède alors à son frère Gaspar, décédé, à la fonction de lieutenant criminel à la sénéchaussée de Lyon, mais il meurt le 28 avril 1665.

## Publications
Ce sont les journaux de voyages qui ont rendu Balthazar de Monconys célèbre. Ils furent publiés après sa mort, en 1665, par son fils avec l'aide du jésuite Jean Bertet, et réédités en 1667 puis en 1695, traduit en allemand en 1697. Le titre indique la richesse du document : Journal des voyages de M. de Monconys,… où les sçavants trouveront un nombre infini de nouveautez, en machines de mathématique, expériences physiques, raisonnemens de la belle philosophie, curiositez de chymie, et conversations des illustres de ce siècle… publié par le Sr de Liergues, son fils. Première [-troisième] partie… Paris : chez P. Delaulne, 1695, 4 volumes.
Une citation célèbre de Balthasar de Monconys est celle relative au peintre Vermeer, qu'il rencontra en 1663, deux ans avant de mourir :

« A Delphis je vis le Peintre Vermeer qui n'avoit point de ses ouvrages ; mais nous en vismes chez un boulanger qu'on avait payé de six cents livres, quoiqu'il n'y eust qu'une figure, que j'aurois trop payé de six pistoles. »

— B. de Monconys, Journal des voyages